# روابط ایران و بحرین
بحرین در طول تاریخ، بیشتر زمان‌ها، بخشی از خاک کشور ایران بوده‌است. در طول دویست سال گذشته، بحرین با دخالت بریتانیا به تدریج از زیر نفوذ ایران خارج گردید و حکومت آن در اختیار اقلیت سنی آل‌خلیفه قرار گرفت. طی چهل سال گذشته و با دست برداشتن ایران از ادعای مالکیت بحرین، به‌خصوص پس از انقلاب اسلامی ایران، ترکیب جمعیتی عمدتاً شیعه بحرین، از ایران اثرات زیادی پذیرفته‌است و ناآرامی‌های زیادی را تجربه کرده‌است.

## جمعیت‌شناسی
بحرین حدود هفتصد هزار نفر جمعیت دارد که ۷۰ درصد آن را شیعیان تشکیل می‌دهند. این شیعیان عمدتاً از قبایل بحرانی و با قبایل عبد القیس، تمیم، تغلب و بکر بن وائل هم نژاد و هم ریشه‌اند. مابقی جمعیت فعلی بحرین را سنی‌ها تشکیل می‌دهند که خاندان آل خلیفه (که حکومت را در دست دارند) و اعراب عتوبی از آن جمله‌اند.

## تاریخچه حاکمیت

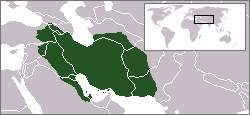
گستره تحت حاکمیت ایران در زمان اشکانیان

تا پیش از دوران هخامنشی، اقوام کلدانی و فنیقی مدتی بر بحرین حکومت داشتند. از دوران سیادت ناوگان ایران بر آب‌های خاورمیانه و مدیترانه و احداث اولین کانال سوئز در دوران هخامنشی، بحرین همواره یکی از استان‌های داخلی ایران تلقی می‌شده‌است.
در دوران اشکانیان و ساسانیان نیز بحرین جزء خاک ایران بود. مدت بسیار کوتاهی در اواخر دوره اشکانیان، اعراب بر این جزیره حکومت کردند تا سرانجام توسط اردشیر بابکان شکست خورده و متواری شدند. حمله اعراب به بحرین مجدداً با مرگ هرمز دوم در سال ۳۰۹ میلادی صورت گرفت. در سال ۳۲۶ میلادی شاپور دوم با حمله‌ای رعدآسا، بحرین را به تصرف درآورد و در آن کشت و کشتار زیادی کرد. اعراب متجاوز توسط شاپور قتل‌عام شدند و از کتف اسرای آنان طناب گذرانیده شد و به همین سبب شاپور دوم را ذوالاکتاف لقب دادند. در عوض شاپور دوم به عمران و آبادی جزیره همت گماشت و شهرهایی در آن بنا نمود.

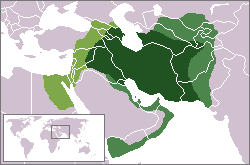
گستره تحت حاکمیت ایران در زمان ساسانیان

از این تاریخ تا ظهور اسلام، ترکیب جمعیتی بحرین نیز به نفع ایرانیان تغییر نمود. در تاریخ طبری به اخراج اعراب و جایگزینی آنان با ایرانیان اشاره شده‌است. در زمان ورود اسلام به این ناحیه، اغلب مردم بحرین مانند سایر ایرانیان زرتشتی و اقلیتی نیز یهودی و مسیحی بوده‌اند. اگرچه از این زمان، تا زمان شاهنشاهی سلاطین ایرانی آل بویه، حکومت بحرین در دست خلفای بنی‌امیه و عباسیان و مدتی نیز قرامطه (تحت فرمان فاطمیون مصر)بود، لیکن نفوذ معنوی و فرهنگی ایران، هیچگاه از این منطقه زدوده نشد و تجارت و صنعت بحرین همواره در دست ایرانیان بود. از طرفی ملاحان ایرانی بحرین، سیادت آب‌های خلیج فارس و دریای عمان را در دست داشتند و رحمانی‌های (معرب مغلوط ره‌نامه فارسی) بجا مانده از دوران ساسانیان، که مسیرهای دریایی و عمق آب‌ها را مشخص می‌نمود، همچنان پرکاربرد بود.

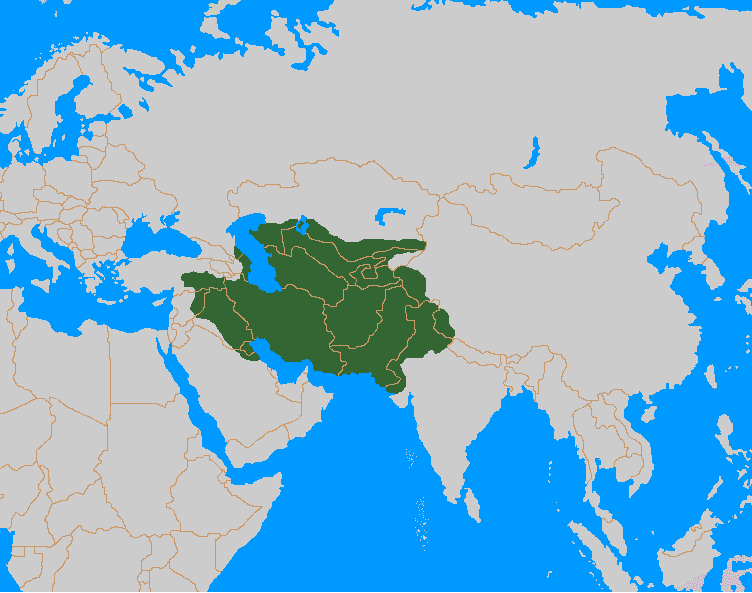
گستره تحت حاکمیت ایران در زمان تیموریان

در دوران آل بویه جنگ و خون‌ریزی بین خوارج عرب و امرای ایرانی در این جزایر حکمفرما بود. بحرین در این دوران گاه در دست امرای ایرانی بود و گاه به دست متجاوزین عرب می‌افتاد. در دوران سلجوقیان و پس از آن نیز این جزایر همچنان در دست ایرانیان بود تا آنکه با حمله مغول، حکام جزیره هرمز (که باز از ایرانیان بودند) بحرین را مسخر ساختند. در دوره اتابکان فارس و همچنین آل مظفر و تیموریان، بحرین نیز به عنوان بخش جدا نشدنی ایران محسوب می‌شد. تا آنکه سرانجام در اوایل قرن دهم هجری قمری بحرین با توپ‌های پرتغالی اشغال شد.
اشغال بحرین توسط نیروهای پرتغالی در حدود یکصد سال به طول انجامید. در سال ۱۰۱۰، بحرین به دست امرای شاه عباس صفوی آزاد شد. در اواخر عهد صفوی مدتی انگلیسی‌ها و هلندی‌ها ادعای حاکمیت بر بحرین را نمودند. لیکن به دست نادر شاه افشار شکست سختی خوردند. در دوره کریمخان زند به بعد نیز حکام بحرین اسماً و رسماً تابع حکومت ایران بودند و در اختلافات داخلی میان آل‌خلیفه، جاسمی‌ها و عتوبی‌ها، هریک خود را نماینده بلامنازع شاه ایران می‌شناختند.

## دورانقاجاریه

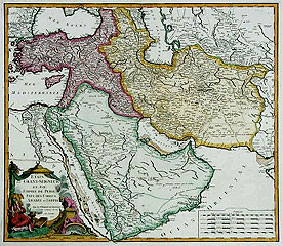
سال ۱۷۵۳ میلادی

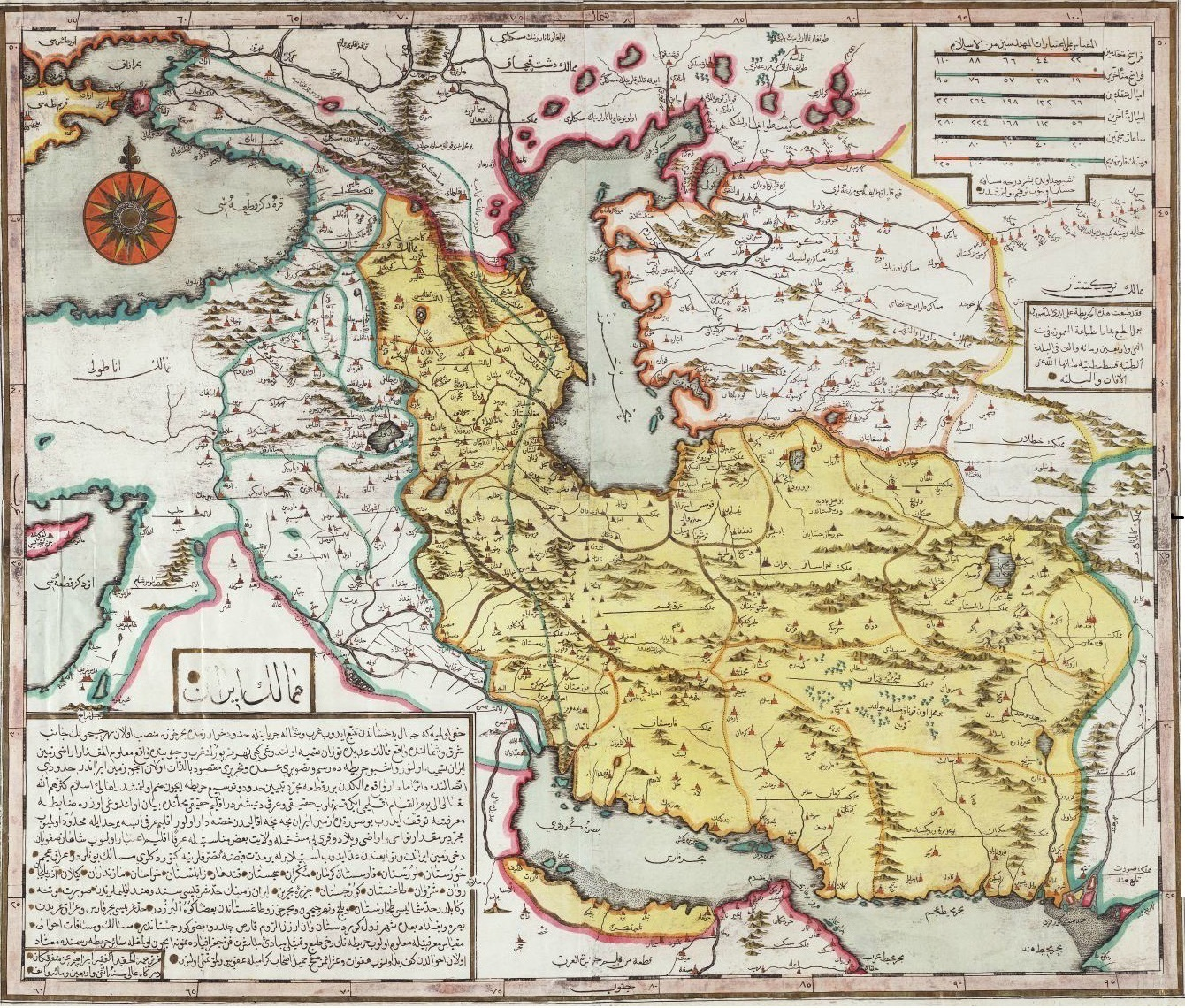
Basraنقشه عثمانی قطیف و بحرین جزو ایران bahrefars

با آغاز سلطنت آغا محمدخان قاجار، او که توان جنگ در دو جبهه را نداشت، برای فراغت از تشکیل نیروی دریایی، طی قراردادی، کلیه سواحل و بنادر ایران، ازجمله بحرین را به یکی از حکام ایرانی هرمز به مدت ۷۵ سال اجاره داد. این حاکم نیز به آسانی بحرین و سایر جزایر ایرانی خلیج فارس را تحت سلطه خود قرار داد و برادرش را به حکومت بحرین گماشت. در این دوران گاه‌وبیگاه، آل‌خلیفه و عتوبی‌ها حکومت را به دست می‌گرفتند و هم در آن حال خود را تحت فرمان حکومت مرکزی ایران می‌دانستند؛ ولی حتی در این حد از استقلال نیز توسط دولت ایران شناخته نمی‌شد و در چنین مواقعی حکام فارس یا کرمان، از جمله حسینعلی میرزا فرمانفرما) با گسیل سپاهیانی، حاکمان جعلی عرب را خلع و حاکمان ایرانی دست نشانده خود را جایگزین می‌کردند.
با هجوم وهابیان به مکه، حاکم مکه از حاکم ایرانی بحرین مدد خواست و او نیز در اقدامی نسنجیده، سپاه کوچکی به یاری وی فرستاد. این حرکت عبدالعزیز بن سعود را به خشم آورد و مصمم شد تا بحرین را تسخیر نماید. حاکم ایرانی از فرمانفرما کمک خواست و چون او تنها سپاه کوچکی برای کمک به وی گسیل نمود، مجبور به صلح با امیر وهابی شد. لیکن عملاً اندکی بعد، ایران و انگلستان قرارداد مودتی امضا نمودند که ضمن تأکید بر حاکمیت ایران بر بحرین، با کمک کشتی‌های انگلیسی بحرین را تا مدتی از چنگ تجاوزات آل‌خلیفه آسوده نمود.
دخالت رسمی انگلستان بر امور بحرین، از سال ۱۸۲۰ آغاز شد. در این سال انگلستان با کمک قوای خود قراردادی غیرقانونی را به امیر عتوبی (دست نشانده ایران در بحرین) تحمیل نمود که به موجب آن اختیارات فوق‌العاده‌ای در بحرین به انگلستان واگذار می‌شد. این قرارداد برخلاف قرارداد مودت ایران و انگلستان بود که بر اساس آن انگلستان، متعهد شده بود، «اگر احدی از…[حکام ولایات ایران] ولایتی یا جایی از خاک متعلقه یه ایران را به آن دولت بهیه بدهند، که به ازاء آن کمک و اعانتی نمایند، هرگز امنای دولت بهیه انگلیس به این امر اقدام نکرده و پیرامون آن نخواهند گشت و دخل و تصرف در ممالک متعلقه به ایران نخواهند کرد»
این امر در قراردادهای زیاد دیگری که توسط نمایندگان دولت انگلستان با دولت ایران بسته شده بود، آمده بود و بحرین توسط نمایندگان دو دولت جزء جدایی ناپذیر ایران قلمداد می‌شد؛ ولی با اینحال، ایران قاجاری مجال و قدرت مقابله نظامی با انگلستان را نداشت و انگلستان موفق شد تا حکومت دست نشانده آل‌خلیفه را در بحرین مستقر نماید.
در حقیقت جدایی خواهی در بحرین زمانی پدیدار شد که این منطقه از ۱۸۹۲ م. تحت سلطه کامل بریتانیا درآمد. پیش از این انگلستان از طریق انعقاد قراردادهای گوناگون کوشیده بود تا این سرزمین را تحت حاکمیت خود درآورد. نخستین قیام عمومی بحرین در مارس ۱۸۹۵ ضد «شیخ عیسی بن علی» نخستین حاکم از سلسله آل‌خلیفه شکل گرفت. این قیام با دخالت سرهنگ «آرنولد ویلسون» نماینده انگلیس در خلیج فارس سرکوب شد و بازداشت و تبعید ناراضیان به «زباره» در شمال شبه جزیره قطر را در پی‌داشت و درگیری‌های شدیدی را میان قطر و بحرین به وجود آورد. این امر باعث شد قطر با انعقاد قراردادی خود را تحت‌الحمایه انگلیس کند. این رویداد نقطه آغاز بیش از یک قرن کشمکش سیاسی و نظامی میان بحرین و قطر بود.
در سال‌های بعد به تدریج افکار عمومی در بحرین به ایران متمایل شد. انقراض سلسله قاجار در ایران و طرح ادعاهای ارضی رژیم پهلوی اول این تمایل را در میان مردم بحرین افزایش داد و از جانب دیگر بر حساسیت انگلیسی‌ها در منطقه افزود و آنان را به تحکیم پایه‌های نفوذ و سلطه خود در بحرین سوق داد.
این رخداد باعث شد انگلیسی‌ها در ۱۹۲۳ م. شیخ عیسی بن علی را برکنار و یکی از کارگزاران خودـ «چارلز بلگریو» ـ را در ۱۹۲۶ به عنوان مشاور امیر بحرین روانه این سرزمین سازند. اقدامات این مشاور که تصمیم گیرنده اصلی در بحرین بود افزایش نفرت عمومی نسبت به سیاست‌های استعماری انگلیس درمنطقه را در پی داشت و «بگلریو» در مواجهه با اولین اعتراض‌آمیز مردم از بحرین خارج شد.
در دوران بعد از جنگ جهانی دوم، تظاهرات فراگیر شد و به جنبش عمومی ضداستعماری تبدیل گردید. انگلستان می‌دانست که کاهش کنترل بر بحرین، به از دست رفتن سراسر خلیج فارس خواهد انجامید؛ می‌خواست به هر بهایی، قیام مردم بحرین را سرکوب کند و در این راه دامن زدن به اختلافات مذهبی را پیشه کرد. میان شیعه و سنی تفرقه ایجاد کرد و زمینه‌های برخورد این دو را به وجود آورد و در دهه ۵۰ م. بحرین را چند بار درآستانه جنگ‌های خونین داخلی قرار داد.
از طرفی جنگ کانال سوئز و هجوم نظامیان انگلیسی به مصر، سبب افزایش تنفر اعراب خلیج فارس و به ویژه مردم بحرین نسبت به انگلیس و همچنین ترویج احساسات ناسیونالیستی عربی در این کشور گردید، اما این احساسات غالباً توسط پلیس غیربومی بحرین سرکوب می‌شد.

## دوران پهلوی
در دوران رضا شاه، ایران همچنان مدعی حاکمیت بحرین بود؛ ولی در این دوران نیز عملاً حکومت آل خلیفه (دست نشاندگان انگلیس) بر بحرین ادامه داشت. دولت ایران در شهریور ۱۳۰۱، قیمت تمبر برای مرسولات پستی به بحرین را «مانند سایر نقاط ایران» معین کرد. در ۱۳۰۶ ش (۱۹۲۷) دولت انگلستان قراردادی با عربستان سعودی دربارهٔ بحرین امضا کرد. دولت ایران بلافاصله نسبت به آن معاهده رسماً اعتراض کرد و از آن به‌عنوان «تجاوز به تمامیت ارضی ایران» به جامعه ملل شکایت کرد. این دادخواهی ایران، توسط مخبرالسلطنه به عنوان نخست‌وزیر، در صفحه ۶۰۵ «روزنامه جامعه ملل» مورخ ماه مه ۱۹۲۸ به چاپ رسید، اما به علت ضعف جامعه ملل و سپس شروع جنگ جهانی دوم و اشغال ایران توسط متفقین در شهریور ۱۳۲۰ راه به جایی نبرد.
دولت ایران در آبان ۱۳۳۶ طی مصوبه‌ای در هیئت وزیران بحرین را رسماً استان چهاردهم ایران اعلام کرد. در همین راستا در اوایل دهه چهل، و با آغاز خروج انگلستان از خلیج فارس، ساواک طرحی را در دست مطالعه قرار داد که براساس آن بحرینی‌ها را به ضرورت الحاق رسمی بحرین به ایران مشتاق کنند و تحرکات و تظاهراتی در بحرین و ایران برای انجام این الحاق انجام دهند و با اعزام مأموران ساواک به شکل مسافر، توریست و بازرگان به بحرین ازیک‌سو و تقویت نیروی دریایی ازسوی دیگر، در یک روز معین شخص شاه به همراه تعدادی از رجال سیاسی و فرماندهان نظامی در یک فروند هواپیما به منامه حرکت کنند و در میان استقبال پرشوری که آنجا توسط بحرینی‌ها و ایرانیان از هیئت ایرانی به عمل خواهد آمد، در عمل بحرین را به تصرف نیروهای ایرانی درآورند. این طرح یک سال بعد به‌طور موجز با انگلستان در میان گذاشته شد و در نطفه خفه شد.
در ۱۳۴۷ شاه طی دیدارش از هند گفت: «اگر مردم بحرین مایل نباشند به کشور ما ملحق شوند هرگز به زور متوسل نخواهیم شد و هر کاری که بتواند اراده مردم بحرین را به نحوی که نزد همه جهانیان به رسمیت شناخته شود، خوب است.» 
ایران سعی داشت تا سرنوشت بحرین در یک همه‌پرسی تعیین شود، در حالی که دولت بحرین و حکومت انگلیس هریک به دلیل آن که همه‌پرسی و رجوع به آرای مردم بحرین سبب نفی سلطه آنان از این کشور می‌شد، با آن مخالفت کردند. در نتیجه ایران و انگلستان توافق کردند تا به جای برگزاری همه‌پرسی، از سازمان ملل متحد خواسته شود سرنوشت سیاسی این سرزمین را از طریق یک نظرسنجی از میان گروه‌ها و طبقات مختلف تعیین کند.
حکومت بحرین که تحت نفوذ انگلیس بود برای تأثیرگذاری بر نتیجه نظرخواهی مصمم شد تا ساختار جمعیتی این سرزمین را با اکثریت دادن به عرب‌ها دگرگون کند. در این راستا هزاران فلسطینی و نیروی کار عرب از کشورهای منطقه به بحرین هجوم آوردند.
سرانجام دولت ایران در ازای بازپس‌گیری جزایر استراتژیک تنب بزرگ، تنب کوچک و ابوموسی داوری میان اختلافات ایران و انگلستان بر سر بحرین را به سازمان ملل متحد واگذار نمود
و از ادعای خود بر بحرین صرفنظر کرد. مجلس سنا و مجلس شورای ملی نیز این تصمیم دولت را تأیید کرد و معدود مخالفان (مانند محسن پزشکپور و داریوش فروهر و هوشنگ طالع)، از پان ایرانیست‌ها زندانی شده یا با مشکلاتی روبرو شدند.
نظرخواهی از روز ۱۰ فروردین ۱۳۴۹ آغاز شد و مدیر دفتر سازمان ملل در ژنو از سوی «اوتانت» ـ دبیرکل وقت سازمان ملل ـ مأمور انجام این کار شد. وی پس از پایان مأموریت دوهفته‌ای خود در بحرین گزارش برداشتهای خود از صحبت با مردم و گروه‌های بحرین را که به ادعای وی از علاقه آنان به استقلال حکایت می‌کرد تسلیم دبیرکل نمود.
با اعطای این گزارش، شورای امنیت سازمان ملل قطعنامه ۲۷۸–۲۱ اردیبهشت ۱۳۴۹ ـ را که خواسته مردم بحرین را تأیید می‌کرد صادر کرد. این قطعنامه به دولتهای ایران و انگلستان ابلاغ شد و به این ترتیب تهران و منامه در ۱۳۵۰ ش. مرزهای دریایی میان خود را تعیین و تصویب کردند و روابط دوجانبه را در همه زمینه‌ها آغاز نمودند. بحرین روز ۲۲ مرداد ۱۳۵۰ رسماً استقلال خود را در برابر انگلیس اعلام کرد و در ۲۵ آذر ۱۳۵۰ رسماً عضو سازمان ملل متحد شد و به عنوان یکصد و بیست و نهمین عضو آن درآمد. از آن پس تاریخ ۱۶ دسامبر ـ ۲۵ آذر ـ به عنوان روز ملی بحرین شناخته می‌شود.

## دورانجمهوری اسلامی
شیعیان بحرینی و گروه‌های مخالف دولت در بحرین از نظرگاه مذهبی از انقلاب ایران شاد بوده و حتی با رهبران آن پیش از پیروزی انقلاب، ملاقات‌هایی داشتند. پس از پیروزی انقلاب اسلامی، شیعیان بحرین راهپیمایی‌هایی را در حمایت از این انقلاب تدارک دیدند.
در آذر ماه سال ۱۳۶۰، دولت بحرین گروه‌هایی از شیعیان بحرین را به اتهام اقدام مسلحانه علیه حاکمیت این کشور دستگیر کرد. در میان اتهامات وارده، دیدن آموزش‌های نظامی در ایران نیز وجود داشت. ایران این اتهام را تکذیب نمود ولی بحرین سفارت خود را در تهران تعطیل نمود و سطح روابط دو کشور به کاردار یک جانبه ایران تقلیل یافت. در سال ۱۹۸۱ پیمان نظامی شورای همکاری خلیج فارس عمدتاً با هدف زیر نظر داشتن تحرکات ایران به ابتکار عربستان سعودی و با شرکت دولت بحرین منعقد گردید.
با پذیرش قطعنامه ۵۹۸ از سوی ایران و خاتمه جنگ ایران و عراق، روابط دو کشور رو به بهبود رفت؛ ولی این روابط مجدداً با حمایت بحرین از ادعای امارات عربی متحده در مناقشه جزایر سه‌گانه ایرانی در خلیج فارس، مجدداً رو به تیرگی گذاشت که با دخالت سوریه مجدداً بهبود یافت. در سال ۱۳۷۵ نیز بروز کودتایی نافرجام در بحرین به ایران نسبت داده شد که با تکذیب ایران روبرو شد.
طی سال‌های پس از انقلاب، دولت ایران هیچگاه رسماً حاکمیت بحرین را زیر سؤال نبرد. بلکه تنها دوبار، در واکنش به ادعای حاکمیت ایران بر بحرین از سوی روزنامه کیهان (۱۳۸۵) و علی‌اکبر ناطق نوری (۱۳۸۷) مجبور شد رسماً بر حق تمامیت ارضی بحرین، تأکید نماید.

## وضعیت فعلی
اصلیت ایرانی شیعیان بحرین، موجب شده‌است تا همواره میان آنان و طبقه حاکمه که اقلیت سنی را تشکیل می‌دهند شکاف وجود داشته باشد. در حالی که حدود ۷۰ درصد از مردم بحرین را شیعیان تشکیل می‌دهند، ادارهٔ حکومت در دست خاندان اهل سنت آل خلیفه است که به انواع سیاست‌های ضدشیعی در کشور شیعه‌نشین پرداخته‌است.
به غیر از تظاهرات قانونی سال‌های ۱۹۷۹ و ۱۹۸۰، سایر راهپیمایی‌های مردم بحرین طی سال‌های بعد، همواره به صحنه تقابل نیروهای مسلح این کشور با مردم شده‌است. این روند تاکنون ادامه دارد.
در پی برخوردهای شدید و سرکوب شیعیان منتقد و مخالف بعضی سیاست‌های دولت تنش‌های شدیدی در این کشور ایجاد شده‌است. در پی دستگیری رهبران و فعالان شیعی توسط دولت، واکنش‌های شدیدی از جانب شیعیان در اعتراض به این حوادث روی داده‌است.
جمعیت همبستگی ملی اسلامی (الوفاق)، نهضت حق، موسسه الزهرا بحرین، جنبش آزادی و دموکراسی، از گروه‌های شیعی منتقد حکومت هستند.
گروه‌های شیعی خواهان اصلاحات اساسی در تمامی زمینه‌ها در کشور و پایان برخوردها و سرکوب‌ها هستند. اعمال تبعیض شدید علیه شیعیان از سوی مقامات بحرین، عدم برخورداری شیعیان از حقوق سیاسی، اقتصادی و اجتماعی برابر و مساوی و ایجاد محدودیت برای شیعیان حتی در زمینه برپایی شعائر مذهبی و عبادی از جمله مواردی است که مردم شیعه خواستار رفع آن‌ها هستند.
در این میان سانسور خبری در رابطه با سرکوب شیعیان بحرین توسط حکومت وجود دارد.
حکومت بحرین در این تلاش است که نسبت جمعیتی بحرین را به سوی سنیان و وهابیان سوق داده و شیعیان را در اقلیت قرار دهد. در این راه، جز برخوردهای شدید با علما و مردم شیعی، اقدام به دادن روادید بحرینی شدن به گروه‌های وسیعی از سنیان و وهابیان سایر کشورها نموده‌است.
در سال ۲۰۰۲ و نیز ۲۰۰۶ انتخابات پارلمان بحرین به صورت آزاد انجام شد و گروه‌هایی از اسلام گرایان شیعه و سنی به آن راه یافتند. اما عملاً پارلمان در برابر دولت سنی در این کشور قدرتی جهت انجام اصلاحات ندارد.
در پی اعتراضات در بحرین (۲۰۱۱) بود که حکومت پادشاهی این کشور، ایران را به دخالت در امور داخلی این کشور و حمایت از معترضان متهم کرد. ایران نیز سرکوب معترضان بحرینی توسط نیروهای امنیتی این کشور و ارتش عربستان را محکوم دانست و چنین اتهامی را مردود و بهانه سرکوب شدید معترضان بحرینی توصیف کرد.
بحرین در تقابل با این دخالت‌ها نام یکی از خیابان‌هایش را به شارع الاحواز العربیة گذاشت.

## قطع روابط دیپلماتیک
در تاریخ ۱۴ دی ۱۳۹۴، و پس از قطع روابط دیپلماتیک عربستان با ایران به دنبال حمله به سفارت و کنسولگری این کشور در ایران، وزارت خارجه بحرین در ادامه پیروی از سیاست‌های عربستان سعودی، با صدور بیانیه‌ای از قطع روابط دیپلماتیک خود با ایران خبر داد. وزارت خارجه بحرین همچنین ۴۸ ساعت به دیپلمات‌های ایرانی در منامه مهلت داده تا این کشور را ترک کنند. دفاتر دیپلمات این کشور در ایران نیز بسته شد.

## کشف گروه تروریستی در بحرین
در شهریور ۱۳۹۶ وزارت کشور بحرین اعلام کرد که یک گروه تروریستی ۱۰ نفره وابسته به ایران را کشف و خنثی کرده‌است. این گروه طرح‌های تروریستی برای اجرا در بحرین داشته و به گروهان‌های اشتر و سپاه پاسداران ایران وابسته می‌باشد. ۷ نفر از این گروه ۱۰ نفره دستگیرشده و میزانی سلاح و ده‌ها کیلو مواد انفجاری در مناطق مختلف نیز از آن‌ها کشف شده که برای ساخت بمب‌های محلی از آن‌ها استفاده می‌شده‌است. بر اساس اطلاعیه وزارت کشور بحرین، رهبر این گروه فردی بنام حسین علی احمد داوود است که فراری بوده و در ایران به‌سر می‌برد. این فرد در عملیات‌های تروریستی در بحرین دست داشته که منجر به کشته شدن تعدادی از نیروهای امنیتی این کشور شده‌است. این فرد با مرتضی سند از اعضای سپاه پاسداران ایران رابطه نزدیکی دارد. در واکنش به این خبر، سخنگوی وزارت خارجه ایران ضمن رد این ادعا آن را مضحک و بی‌اساس خواند.

## توقیف ۱۷۳ میلیون دلار
روز جمعه ۶ نوامبر ۲۰۲۰ دادگاه عالی کیفری بحرین، بانک مرکزی ایران و چند بانک ایرانی دیگر در آن کشور را به پرداخت ۱۳۰ میلیون دلار جریمه و توقیف ۱۷۳ میلیون دلار محکوم کرد. به گفته یوسف محمود «بانک مرکزی ایران قصد داشته که میلیاردها دلار را از طریق بانک المستقبل، که در بحرین تأسیس شده و به وسیله دو بانک ملی و صادرات ایران کنترل می‌شده‌است، پولشویی و وارد سیستم بانکی کند.»

## مستند الجزیره
در روز روز یکشنبه ۲۳ تیر ۱۳۹۸ شبکه خبری الجزیره قطر با پخش مستندی با عنوان «آتش افروزان» تصاویری را منتشر ساخت که نشان از حمایت دولت بحرین از هشام عزیزی معروف به (هشام بلوچی یا ابوحفص بلوچی) برای انجام مأموریت‌های جاسوسی و عملیات امنیتی در خاک ایران دارد. الجزیره در این مستند صحبت‌هایی از هشام بلوچی پیش از کشته شدنش پخش کرد که نشان می‌دهد، دولت بحرین از گروه جندالله نیز حمایت کرده‌است.

در بخشی از این فیلم بلوچی می‌گوید: 
دستگاه‌های امنیتی بحرین من را در سال ۲۰۰۶ برای انجام مأموریت‌های جاسوسی و انجام عملیات در داخل خاک ایران به کار گرفتند.
در این مستند تصاویر محرمانه‌ای از هشام بلوچی منتشر شد که نشان می‌داد دولت بحرین از او خواسته تا با عبدالمالک ریگی ارتباط برقرار کند و از فرودگاه نظامی چابهار و مراکز سپاه تصویربرداری کند.

## پولشویی
بحرین ۲ مظنون در رابطه با فیوچر بنک(Future Bank) را به ۳ سال زندان محکوم کرد و آنها را ۹ میلیون دلار جریمه نمود. این مورد وقتی روشن شد که دادستانی کل متوجه شد ۷ میلیون دلار از این بانک در فوریه ناپدید شده و به تأمین مالی گروه‌های ایرانی هزینه شده‌است که نقض تحریمهای ایران بوده‌است.